# 西武学園文理小学校
西武学園文理小学校（せいぶがくえんぶんりしょうがっこう）は埼玉県狭山市にある私立の小学校。

## 概要
文理佐藤学園が運営する私立の小中高一貫校。現在の校長はマルケス・ペドロ。
西武学園文理中学校・高等学校の附属校で、系列校に西武文理大学や、2つの専門学校がある。なお「西武」という名称がついており、西武鉄道沿線に学校が所在するが、西武鉄道および西武グループとは関係がない。

## 校訓
「Sincerity」「Reliability」「Service」
教育方針として「すべてに誠をつくし最後までやり抜く強い意志を養う」をポリシーとし、文武両道を掲げている。

## 校風
小学校から高校まで英語教育を特に力を入れており、小学校から既に『英語』が科目の1つとして含まれている。週に10時間英語に触れる授業がある。同校は毎年、修学旅行で5年生が英国を約2週間、6年生が米国を約1週間に渡り訪問する。
学校のシンボルマークは熊であり、校内のいたるところに熊（白熊）の像がある。
宿泊研修が各学年である。
- 1年生　学校の宿泊施設である山かけ山で一泊二日
- 2年生　西湖（富士五湖）で一泊二日
- 3年生　日光で二泊三日
- 4年生　北海道(釧路)で四泊五日
- 5年生　英国で16日間短期留学
- 6年生　米国（ボストン・ニューヨーク）で1週間語学研修（留学ではない。）

## 制服
男子は唐装スタイルの立襟、女子は低学年はボレロ、高学年はセーラータイプのジャケットを着用する。男子は低学年まではショートパンツで高学年はスラックスを着用する。女子は低学年まではブルーのタータンチェックのジャンパースカート、高学年はチェック柄のスカートを着用する。

## アクセス
- 西武新宿線
  - 「新狭山駅」北口より徒歩10分。
- 西武池袋線
  - 「稲荷山公園駅」よりスクールバスで20分。
- 西武池袋線・JR八高線「東飯能駅」東口よりスクールバスで30分。
- JR川越線・東武東上線「川越駅」西口よりスクールバスで15分。

## 系列校
- 西武学園文理中学校・高等学校（埼玉県狭山市）
- 西武文理大学（埼玉県狭山市）
- 西武文理大学附属調理師専門学校（埼玉県ふじみ野市）
- 西武調理師専門学校（埼玉県所沢市）
- 西武学園医学技術専門学校（埼玉県所沢市）

## 著名な出身者
- 深瀬理香子 - フィギュアスケート選手

## テレビドラマ
『アイアングランマ』で慶陽学園の舞台。撮影場所のである。また、このドラマのエキストラをこのドラマの撮影時（2014年）に在籍していた生徒が演じた。